# Björn Palmberg
Björn Anders Torgny Palmberg, född13 februari 1967  i Stilleryd, Asarums församling, är en svensk musiker och kompositör. 
Under 1990-talet var Palmberg medlem i popgrupper, först Green och därefter Speaker. Sedan 2000-talet är han verksam som kompositör och musikproducent till i huvudsak reklamfilm, TV-spel, TV-serier, kort- och långfilm.

## Musik i urval

### TV
- Bolibompa - Drakdansen m.fl
- Barna Hedenhös uppfinner julen (2013)
- Svartsjön (2016)

### Reklam
- Returpack - Ta ett första steg/Artister i samverkan[4], 2002[5].
- Radiotjänst - Tacklåten[6][7]
- OLW - Fredagsmys[3], 2009.

### Film
- Miranda - En politiker blir till[8](kortfilm 2016)
- Uppsalakidnappningen[9] (2018) tillsammans med Sofia Hallgren
- Göteborgs Filmfestivals öppningsfilm 2011 och 2016

### Spel
- Toca Boca
- My Little Hero
- The Drowning

## Diskografi
- Speaker - Welcome Closer (1996)
- Speaker - Trace My Track (1999)
- Björn - Son Of a Gun (2006)
- Bolibompa (2017)
- Miranda (Original Motion Picture Sound Track) (2017)
- The Uppsala Kidnapping Sound Track (2019)